# قلعة فولاد (مقاطعة دهغلان)
قلعة فولاد (بالفارسية: قلعه فولاد) هي قرية تقع في قسم ايلان الشمالي الريفي (مقاطعة دهغلان) في إيران. يقدر عدد سكانها بـ 154 نسمة بحسب إحصاء 2016.